# Lista över människoarter
Det här är en lista över vetenskapliga artnamn och svenska trivialnamn som föreslagits för fossil av arter mer eller mindre närbesläktade med människan. Vissa namn är väletablerade och vedertagna, och representeras av många fossil av god kvalitet. Andra är kontroversiella eller tveksamma av olika skäl, medan ytterligare andra är föråldrade och numera synonyma med någon av de etablerade arterna. Ofta kan en art som sådan vara vedertagen medan det fortfarande är omdiskuterat vilket släkte den ska tillhöra, exempelvis Australopithecus/Paranthropus robustus.  
Listan är lång, betydligt längre än ett realistiskt antal genuina arter i vårt stamträd - det finns en tendens bland paleoantropologer att mynta ett nytt namn för skelett som tillhör en redan känd art., vilket leder till en mångfald av synonymer. Ett syfte med den här listan är att bringa reda i och koppla ihop synonymerna.
- Namn i fetstil är vedertagna.
  - Namn i vanlig kursiv är omstridda eller inte så välbelagda.
  - Överstrukna namn är föråldrade och gäller inte längre.
  - Högerpil → pekar på Namn att använda istället.
  - Dubbelpil ↔ mellan två alternativa namn på samma art, där båda namnen har likvärdig status.
  - Om bara artnamnet är i fetstil medan släktnamnet är kursivt, så är arten väletablerad, men oenighet råder om vilket släkte den ska tillhöra.

Referenser vid artnamn syftar antingen på namngivaren, eller på en sentida försvarare av benämningen.

## Svenska trivialnamn
- Människa ↔ Homo sapiens (syn. cromagnonmänniskan vilket inte är ett taxon utan en samlande term för de tidiga Homo sapiens)
- Javamänniskan / Pekingmänniskan / Solomänniskan → Homo erectus
- Neanderthalare ↔ Neandertalare ↔ Homo neanderthalensis
- Hobbit → Homo floresiensis
- Lucy → Australopithecus afarensis
- Piltdown-mannen ↔ Eoanthropus dawsoni → (förfalskat fossil)
- Rudolfmänniska ↔ Homo rudolfensis
- Sydapa → Australopithecus
- Toumai → Sahelanthropus tchadensis
- Turkanapojken → Homo ergaster

## Vetenskapliga namn
- Africanthropus njarensis[3] → Homo heidelbergensis
- Anthropopithecus erectus → Homo erectus
- Ardipithecus kadabba[4]
- Ardipithecus ramidus[5]
  - Ardipithecus ramidus kadabba[6] → Ardipithecus kadabba
- Atlanthropus mauritanicus[7] → Homo erectus
- Australopithecus aethiopicus[8] ↔ Paranthropus aethiopicus
- Australopithecus afarensis[9]
- Australopithecus africanus[10]
- Australopithecus anamensis[11]
- Australopithecus bahrelghazali[12]
- Australopithecus boisei ↔ Paranthropus boisei
- Australopithecus garhi[13]
- Australopithecus habilis[14] ↔ Homo habilis
- Australopithecus platyops ↔ Homo platyops ↔ Kenyanthropus platyops
- Australopithecus praegens [15]→ Ardipithecus ramidus
- Australopithecus prometheus → Australopithecus africanus
- Australopithecus ramidus[16] → Ardipithecus ramidus
- Australopithecus robustus ↔ Paranthropus robustus
- Australopithecus rudolfensis[14] ↔ Homo rudolfensis
- Australopithecus sediba[17]
- Australopithecus walkeris → Paranthropus aethiopicus
- Cyphanthropus rhodesiensis[18] → Homo heidelbergensis
- Eoanthropus dawsoni → förfalskning
- Homo africanus → Australopithecus africanus
- Homo antecessor[19] ↔ Homo heidelbergensis
- Homo antiquus[20] → Australopithecus afarensis
- Homo breladensis → Homo neanderthalensis
- Homo calpicus → Homo neanderthalensis
- Homo cepranensis[21] → Homo erectus
- Homo erectus[22]
  - Homo erectus pekinensis → Homo erectus
  - Homo erectus soloensis → Homo erectus
- Homo ergaster[23] ↔ Homo erectus
- Homo floresiensis[24][25]
- Homo georgicus[26] → Homo erectus
- Homo habilis[27] ↔ Australopithecus habilis
- Homo heidelbergensis ↔ archaic Homo sapiens
- Homo helmei[28] → Homo heidelbergensis
- Homo leakeyi → Homo erectus
- Homo louisleakeyi → Homo erectus
- Homo mauritanicus → Homo erectus
- Homo microcranous[29] → Homo habilis
- Homo neanderthalensis[30] ↔ Homo sapiens neanderthalensis
- Homo paniscus[31][32] → Pan paniscus
- Homo platyops[33] ↔ Kenyanthropus platyops ↔ Australopithecus platyops
- Homo primigenius → Homo neanderthalensis
- Homo rhodesiensis[34] → Homo heidelbergensis
- Homo rudolfensis[35] ↔ Australopithecus rudolfensis
- Homo saldanensis → Homo heidelbergensis
- Homo sapiens[36]
  - Homo sapiens daliensis [37]
  - Homo sapiens idaltu[38]
  - Homo sapiens neanderthalensis ↔ Homo neanderthalensis
  - Homo sapiens sapiens → alla nu levande människor
  - Homo sapiens soloensis → Homo erectus
- Homo soloensis → Homo erectus
- Homo spelaeus → Homo sapiens
- Homo transprimigenius → Homo neanderthalensis
- Homo troglodytes[31][32] → Pan troglodytes
- Javanthropus soloensis → Homo erectus
- Kenyanthropus platyops[39]↔ Homo platyops ↔ Australopithecus platyops
- Kenyanthropus rudolfensis → Homo rudolfensis
- Orrorin tugenensis[40]
- Paleoanthropus njarensis → Homo heidelbergensis
- Paranthropus aethiopicus ↔ Australopithecus aethiopicus
- Paranthropus boisei ↔ Australopithecus boisei
- Paranthropus crassidens[41] → Paranthropus robustus
- Paranthropus robustus ↔ Australopithecus robustus
- Paraustralopithecus aethiopicus → Paranthropus aethiopicus
- Pithecanthropus erectus[22] → Homo erectus
- Pithecanthropus rudolfensis[22] → Homo rudolfensis
- Plesianthropus transvaalensis → Australopithecus africanus
- Praeanthropus afarensis[33] ↔ Australopithecus afarensis
- Praeanthropus africanus[33][42][43] ↔ Australopithecus afarensis
- Praeanthropus anamensis[33] ↔ Australopithecus anamensis
- Praeanthropus bahrelghazali[33] ↔ Australopithecus bahrelghazali
- Praeanthropus garhi[33] ↔ Australopithecus garhi
- Praeanthropus tugenensis[33] ↔ Orrorin tugenensis
- Proanthropus louisleakeyi → Homo erectus
- Protanthropus neanderthalensis[44] → Homo neanderthalensis
- Sahelanthropus tchadensis[45]
- Sinanthropus lantianensis → Homo erectus
- Sinanthropus officinalis → Homo erectus
- Sinanthropus pekinensis[46] → Homo erectus
- Tchadanthropus uxoris[47] → Homo erectus
- Telanthropus capensis[48] → Homo ergaster
- Zinjanthropus boisei[49] → Paranthropus boisei